# Danila Burkenia
Danila Burkenia (Asjabad, Turkmenistán, 20 de julio de 1978) es un atleta ruso nacido en Turkmenistán, especializado en la prueba de triple salto en la que llegó a ser medallista de bronce olímpico en 2004.

## Carrera deportiva
En los JJ. OO. de Atenas 2004 ganó la medalla de bronce en el triple salto, llegando hasta los 17.48 metros, quedando en el podio tras el sueco Christian Olsson (oro con un salto de 17.76 metros) y el rumano Marian Oprea (plata con 17.59 m).